# Cerapteroceroides japonicus
Cerapteroceroides japonicus är en stekelart som beskrevs av William Harris Ashmead 1904. Cerapteroceroides japonicus ingår i släktet Cerapteroceroides och familjen sköldlussteklar.
Artens utbredningsområde är Pakistan. Inga underarter finns listade i Catalogue of Life.